# Joseph Ngwenya
Joseph Ngwenya (Plumtree, 30 marzo 1981) è un ex calciatore zimbabwese, di ruolo attaccante.

## Palmarès

### Club

#### Competizioni nazionali
- U.S. Open Cup: 1

Los Angeles Galaxy: 2005
- Campionato MLS: 2

Los Angeles Galaxy: 2005
Houston Dynamo: 2007